# Evil or Divine, Live in NYC
Evil or Divine, Live in New York City är ett livealbum av hårdrocksgruppen Dio, utgivet 2005. Det gavs även ut som en konsert-DVD.

## Låtlista
1. "Killing the Dragon" - 5:06
2. "Egypt/Children of the Sea" - 7:56
3. "Push" - 3:53
4. "Stand Up and Shout" - 3:36
5. "Rock and Roll" - 5:12
6. "Don't Talk to Strangers" - 5:49
7. "Man on the Silver Mountain" - 2:24
8. "Guitar Solo" - 9:07
9. "Long Live Rock and Roll" - 4:15
10. "Fever Dreams" - 4:09
11. "Holy Diver" - 5:07
12. "Heaven and Hell" - 6:38
13. "The Last in Line" - 5:44
14. "Rainbow in the Dark" - 5:05
15. "We Rock" - 5:16